# ワールドカップ・カイロ
ワールドカップ・カイロは2010年に新設されたエジプトの国際柔道大会。2011年はエジプト騒乱の影響で大会が取り止めとなった。

## 来歴
2009年よりIJFワールド柔道ツアーの一環として、グランドスラム、グランプリなどに次ぐ位置付けとなったワールドカップのうちの1大会。なお、今大会は世界ランキング対象大会であるが、国際柔道連盟主催ではなく大陸連盟主催の大会であるため、ワールド柔道ツアーには含まれない。

## 優勝者

### 男子
| 年     | 60 kg級 | 66 kg級                    | 73 kg級          | 81 kg級            | 90 kg級            | 100 kg級               | 100 kg超級               |
| 2010年 | 何雲竜  | カマル・ハーン＝マゴメドフ | ラスル・ボキエフ | エルヌル・ママドリ | キリル・ボプロソフ | ティエリー・ファーブル | イスラーム・エルシャハビ |

### 女子
| 年     | 48 kg級                | 52 kg級              | 57 kg級    | 63 kg級                    | 70 kg級          | 78 kg級                | 78 kg超級            |
| 2010年 | ナタリア・コンドラテワ | マリーヌ・リシャール | サラ・ロコ | ツェデブスレン・ムンフザヤ | リンダ・ボルダー | マリーナ・プリスチェパ | マリナ・プロコフェワ |

## 外部サイト
- IJF World Cup Cairo